# Atthaphan Phunsawat
Atthaphan Phunsawat (อรรถพันธ์ พูลสวัสดิ์, Bangkok, Tailandia; 4 de octubre de 1993), conocido por su apodo Gun (กัน), es un actor y modelo tailandés. Debutando como actor a temprana edad, su nombre empezó a darse a conocer gracias a su impresionante interpretación en el thriller Slice (2009), y posteriormente al protagonizar la película The Blue Hour (2015). Sin embargo, alcanzó notoriedad gracias a la serie Senior Secret Love: Puppy Honey (2016) y Senior Secret Love: Puppy Honey 2 (2017), Theory of love (2019) y Not Me (2021) junto a Jumpol Adulkittiporn.

## Primeros años y estudios
Asistió a la escuela secundaria en la Escuela de Demostración Prasarnmit de la Universidad de Srinakharinwirot y comenzó a estudiar Administración de Empresas en la Universidad de Bangkok. Sin embargo, hizo un cambio de carrera y actualmente está estudiando Ciencias Políticas en la Universidad Ramkhamhaeng.

## Carrera artística
A temprana edad, Atthaphan comenzó en la industria del entretenimiento con el apoyo de su madre, quien conocía las ambiciones de su hijo: 'Mami, Gun quiere estar en la televisión', recordó en una entrevista. Con su apoyo, empezó a participar en audiciones de compañías cinematográficas y se convirtió en el primer ganador de The Boy Model Competition 2003.
Su primer papel principal llegó en 'Gomin' de 2004, una de sus obras más populares en Tailandia. Esta telenovela folclórica fue muy popular cuando se emitió e impulsó que Gun se convirtiera en un actor infantil conocido a la edad de nueve a diez años. Desde entonces, ha estado continuamente activo en la industria, en mayor o menor medida, participando en bastantes dramas televisivos de Channel 7 y Channel 3 a lo largo de su infancia.
Particularmente, fue en el campo del cine cuando Atthaphan comenzó a destacar en el género dramático, donde se hizo notar en producciones alternativas como 'Slice' (2009) de Kongkiat Khomsiri, un thriller tailandés donde una adolescente Gun sorprendió al público al interpretar a un niño maltratado, siendo posteriormente nominado para los prestigiosos Premios Nacionales de Cine Suphannahong y ganando el premio al Mejor Actor de Reparto en los 7th Chalerm Thai Awards (2010).
Otra producción que le valió prestigio por su destreza actoral fue sin duda la película de Anucha Boonyawatana 'The Blue Hour' (2015), cuyo papel de Tam le valió una nominación a Mejor Actor en los Thai Film Directors Association Awards y otra en los Suphannahong National Film Awards (2016), que además ganó Performance of the Year en los Bioscope Awards 2015 junto a su coprotagonista Oabnithi Wiwattanawarang (Oab).
Después de firmar con GMMTV en 2016, Gun ganó prominencia por interpretar a Rome en 'Senior Secret Love: Puppy Honey' (2016) y su respectiva secuela junto a Jumpol Adulkittiporn (Off). La fuerte química entre los dos los llevó a presentar programas web, lanzar el sencillo 'Too Cute To Handle' y obtener otros papeles protagónicos como en el drama romántico 'Theory of Love' (2019). Juntos, Off y Gun recibieron numerosos premios a la mejor pareja de organismos galardonados como Maya Awards (2018, 2019) y LINE TV Awards (2019, 2020).
Atthaphan también obtuvo elogios independientes por su interpretación de Punn en 'The Gifted' (2018), por la que ganó el premio a Mejor Escena de Pelea en los LINE TV Awards (2019) y Mejor Actor de Reparto en los 24th Asian Television Awards (2020).
Aparte de su carrera actoral, Gun es dueño de la marca de ropa GENTE y copropietario de otra marca de ropa, Too Cute To Be Cool, junto a las actrices Alice Tsoi y Nichaphat Chatchaipholrat (Pearwah).

## Filmografía

### Series de televisión
| Año  | Programa                            | Papel                    |
| 2003 | Benja Keta Kwarm Ruk                | Joven Pupa               |
| 2004 | Gomin                               | Gomin                    |
| 2004 | Poot Pitsawat                       | Niño fantasma            |
| 2004 | Fai Nai Wayu                        | Niño Noi                 |
| 2005 | Kerd Tae Tom                        | Joven Early              |
| 2005 | Chaloey Barb                        | Joven Tosphisarn Wattana |
| 2005 | Wera Burut Kong Kaya                | Joven Chartkla           |
| 2005 | Sao Noi Oi Khwan                    | Joven Natthorn           |
| 2005 | This Person is our Father           | One/Two                  |
| 2005 | Ripbinkieow Gap Glong Gradaat Daeng | Joven One                |
| 2006 | Koh Kaya Sith                       | Joven Phumin             |
|      | Sood Ruk Sood Duang Jai             | Joven Likit              |
|      | Thee Trakoon Song                   | Joven Foo                |
|      | Pheo Fai Nai Fan                    | Joven Bua                |
| 2007 | Gong Jak Lai Dok Bua                | Pariwat                  |
| 2008 | Botan Gleep Sudtai                  | Joven Danai              |
|      | Nimit Marn                          | Tawarat (niño)           |
| 2009 | Jao Por Jum Pen Kub Jao Nu Ninja    | Ninja                    |
| 2009 | Mae Ka Khanom Wan                   | Niño Wacharawat          |
| 2010 | Sin Chronicle                       | Protagonista Ep. จ่าติ๊กฮีโร่ |
| 2012 | Fruits From Different Trees         | Invitado Ep. 33 y 44     |
| 2013 | Baan Bor Kor Tag                    | Tin                      |
| 2014 | ThirTEEN Terrors                    | Tam                      |
| 2015 | Riddles                             | Pachara                  |
| 2016 | Senior Secret Love: Puppy Honey     | Rome                     |
| 2017 | Senior Secret Love: Puppy Honey 2   | Rome                     |
| 2017 | Secret Seven: The Series            | Liftoil                  |
| 2017 | Teenage Mom: The Series             | Dentista                 |
| 2018 | The Gifted                          | Punn                     |
| 2018 | Our Skyy                            | Rome                     |
| 2019 | Theory of love                      | Third                    |
| 2020 | Club Sapan Fine                     | Ko (Ep. 6)               |
| 2020 | The Gifted Graduation               | Punn                     |
| 2020 | I'm Tee, me too                     | T-Rex                    |
| 2021 | Not Me                              | Black/White              |
| 2023 | Club Sapan Fine: Season 2           | Ko                       |
| 2023 | The War of Flowers                  | Non                      |
| 2023 | The Three Gentle Bros               | Ashira/Arty              |
| 2023 | Home School                         | Gen 4 Boy                |
| 2023 | Cooking Crush                       | Prem                     |

### Películas
| Año  | Película                       | Papel          |
| ---- | ------------------------------ | -------------- |
| 2008 | Pirates of the lost sea        | Fluke          |
| 2009 | Slice                          | Nut            |
| 2011 | Forget me not                  | Tharn          |
| 2012 | 407 Dark Flight                | Tee            |
| 2014 | O. T. The movie                | Papel invitado |
| 2014 | Bittersweet Chocolate          | James          |
| 2015 | The Blue Hour                  | Tam            |
| 2015 | Love love you                  | Gump           |
| 2017 | Playboy and the gang of Cherry | James          |
| 2022 | The Snake Queen                |                |

### Otros programas
| Año           | Programa                                                |
| ------------- | ------------------------------------------------------- |
| 2016          | Let's Play Challenge (Episodios 4, 23, 25, 32, 34 y 40) |
| 2018-presente | School Rangers                                          |
| 2017          | OffGun Fun Night                                        |
| 2019          | Lip Sync Battle Thailand Segunda Temporada              |
| 2019          | OffGun Fun Night (Segunda temporada)                    |
| 2019          | Beauty & The Babes Segunda Temporada                    |
| 2020          | Come & Join Gun                                         |
| 2020          | OffGun Mommy Taste                                      |

|Safe House Season 2-3